# Puretracks
 (juin 2015).
Si vous disposez d'ouvrages ou d'articles de référence ou si vous connaissez des sites web de qualité traitant du thème abordé ici, merci de compléter l'article en donnant les références utiles à sa vérifiabilité et en les liant à la section « Notes et références ».
Puretracks était un fournisseur de contenu musical en ligne canadien, qui débuta officiellement le 14 octobre 2003. Puretracks avait également un rôle de producteur de musique.
Devenu une filiale de Somerset Entertainment, qui appartient à Fluid Music, Puretracks avait établi des contrats avec toutes les majors canadienne et américaine de l'industrie musicale, et avec des centaines de labels indépendants du monde entier. Ceci qui lui permettait de proposer plus de trois millions de titres, tous styles musicaux confondus. La plupart de ces titres était vendue au format MP3.

En février 2007, Puretracks proposa l'essentiel de ces collections au format MP3 sans  DRM, dans l'esprit de l' "Open Music Model".
Puretracks cessa son activité en août 2013.

## Mac compatibility
Les versions canadiennes et américaines de Puretracks étaient compatibles avec Mac. 

## Puretracks Music Store
Puretracks était l'un des plus grands diffuseurs de musique par téléchargement en Amérique du Nord, proposant plus de 3,4 millions de titres dans des genres très différents, des tubes du moments jusqu'à des genres confidentiels de labels indépendants.
Les magasins en ligne comprenaient des convertisseurs anglais/français sur le site canadien, et anglais/espagnol sur le site américain.